# Sackgasse

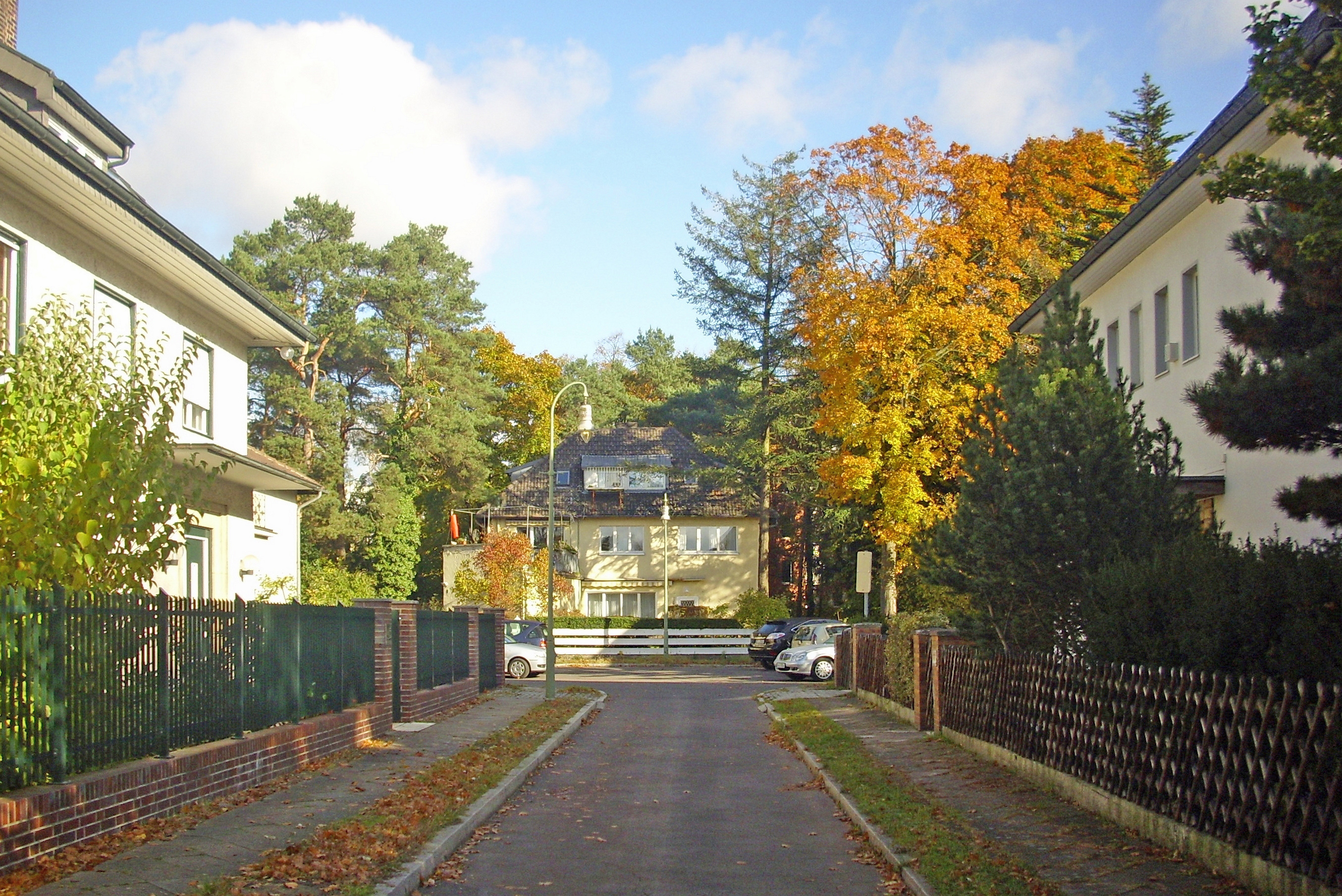
Unbeschilderte Sackgasse

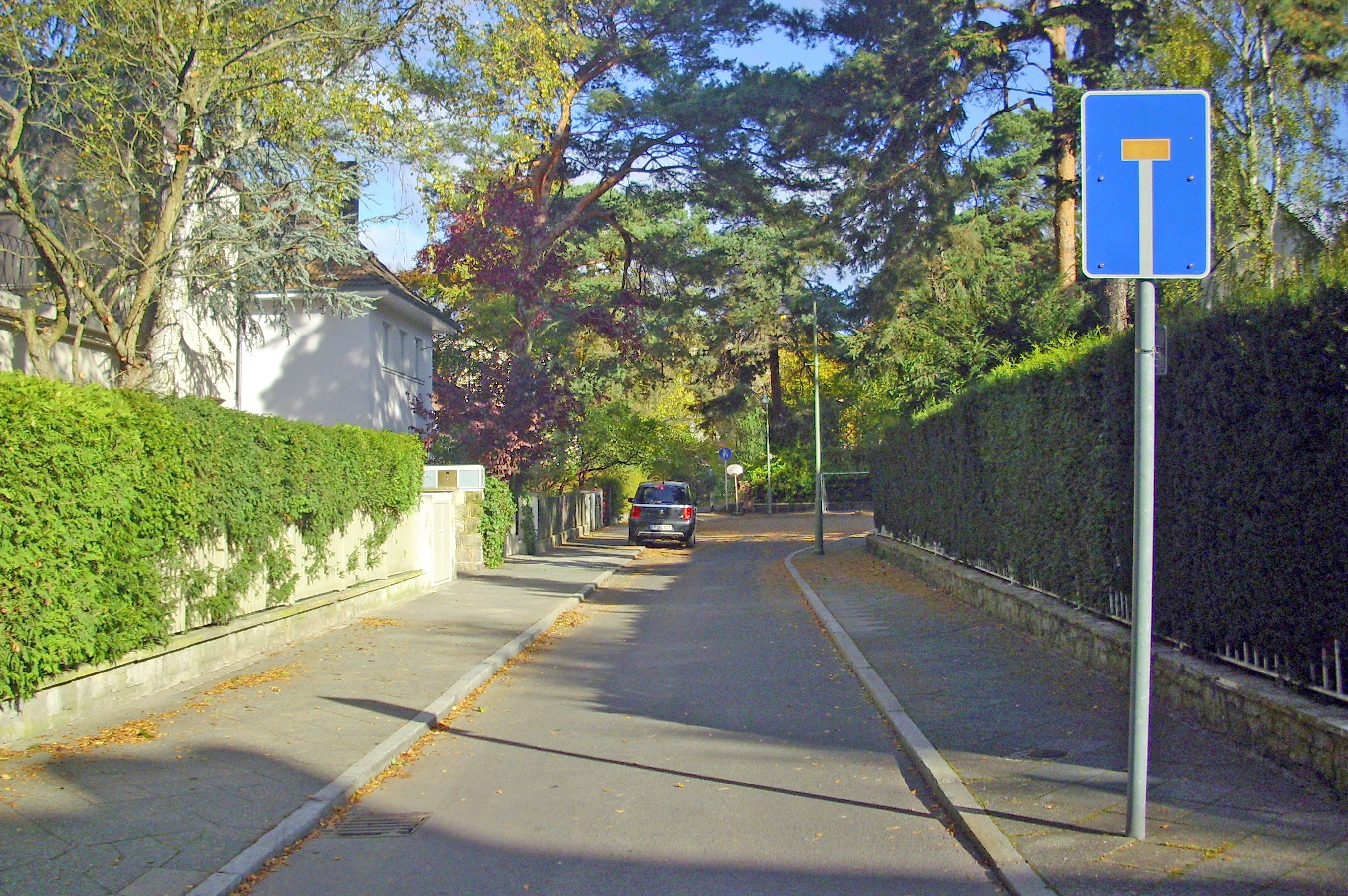
Beschilderte Sackgasse

Bei einer Sackgasse (alternativ Stichstraße) handelt es sich um eine für Anliegerverkehr bestimmte Straße, die (zumindest für Kfz-Verkehr) nur von einem Ende her zugänglich ist.

## Bezeichnung
Die Bezeichnung „Sackgasse“ ist entstanden, weil die Straße ähnlich einem Sack nur eine Öffnung hat; Eingang und Ausgang sind also identisch. Im Mittelalter wurde die Sackgasse auch als „Kehrwiedergasse“ bezeichnet. Um sie herum entwickelten sich so genannte Sackgassendörfer. Dabei handelt es sich um eine spezielle dörfliche Siedlungsform entlang von Sackgassen, als Erweiterung von Rundlingen.
Im englischen Sprachraum wird für Sackgassen neben der Bezeichnung dead end street auch das französische Lehnwort Cul-de-sac verwendet; gleichzeitig beschreibt dieser Name auch das Kennzeichen einer Siedlungsform in den Vororten.
Im Eisenbahnwesen werden Sackgassen im Schienennetz als Stumpfgleise bezeichnet. Ein Bahnhof, dessen Gleise im Bahnhof enden, heißt Kopfbahnhof, umgangssprachlich wird er auch Sackbahnhof genannt.
Im übertragenen Sinne wird die Bezeichnung Sackgasse umgangssprachlich auch für ausweglose Situationen oder nicht zur gewünschten Lösung führende Bemühungen verwendet.

## Merkmale

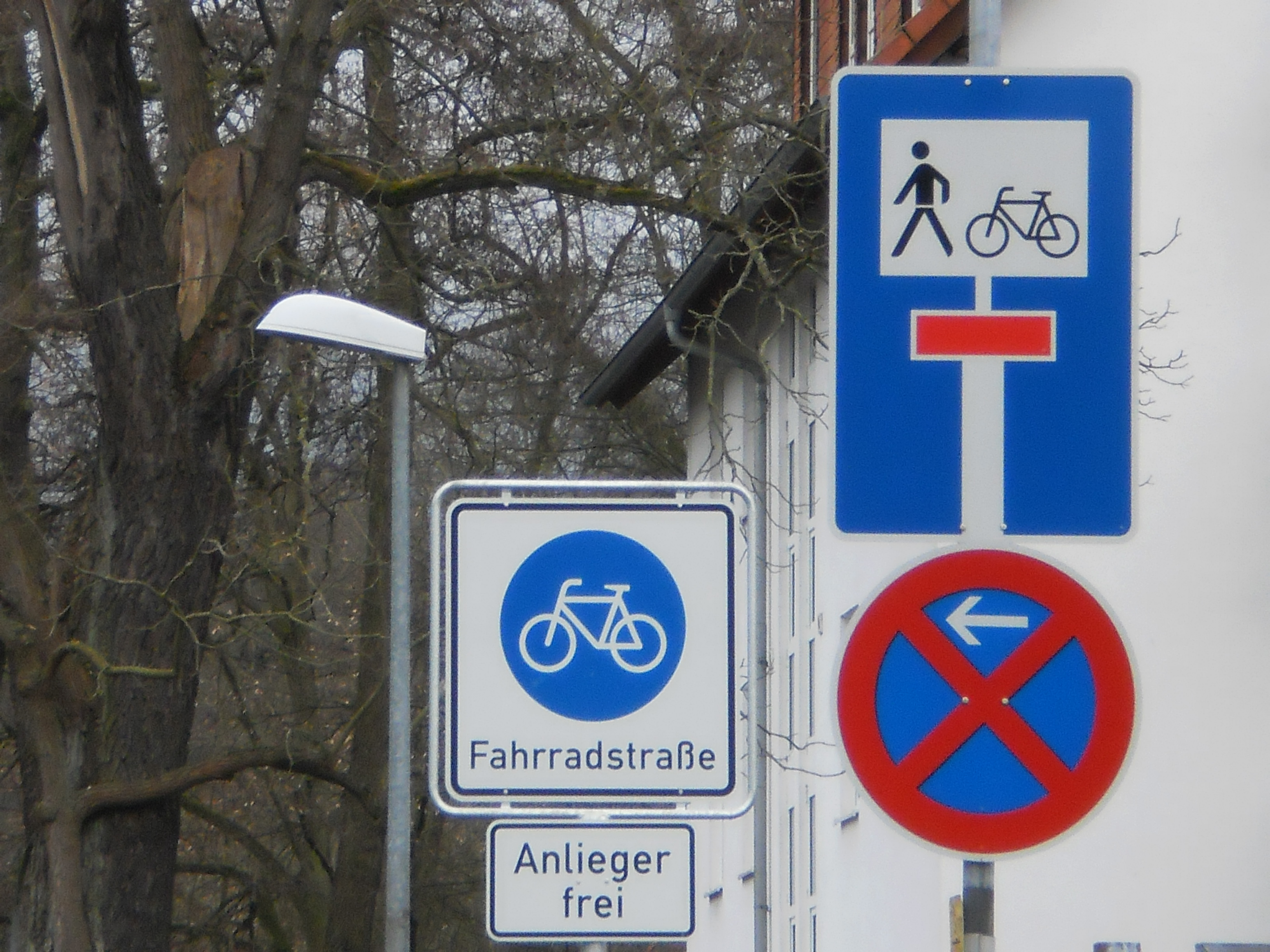
Sukzessive Öffnung einer Sackgasse in Marburg durch Neubau einer Brücke über die Lahn und Aufwertung der Radroute als Fahrradstraße

Sackgassen besitzen verschiedene Vor- und Nachteile. Sie dienen in erster Linie der Verkehrsberuhigung, da Durchgangs- und Schleichverkehr wirksam ausgeschlossen werden. Bei kurzen Sackgassen ist zudem vorteilhaft, dass aufgrund der wenigen Anlieger nur ein geringes Fahrzeugaufkommen entsteht.
Nachteilig ist der hohe Flächenbedarf, wenn am Ende einer Sackgasse eine Wendeanlage gebaut wird, was oft geschieht, um die Befahrbarkeit insbesondere für Müll- und Feuerwehrfahrzeuge zu verbessern. Problematisch ist auch, dass Grundstücke, die in nur eine Richtung ans Straßennetz angeschlossen sind, im Falle einer Straßensperrung abgeschnitten werden. Ungünstig ist weiterhin, dass die umliegenden Haupt- und Sammelstraßen mehr Verkehr aufnehmen müssen. Zudem entstehen unter Umständen längere Umwegfahrten. Daher werden oftmals Verbindungswege geschaffen, die Sackgassen für Fußgänger und Radfahrer (»umwegempfindliche Verkehrsteilnehmer«) im Fuß- und Radverkehrsnetz durchlässig machen. Dies ist in europäischen Ortsstraßennetzen nahezu Standard, wogegen es in Nordamerika weitgehend fehlt.

## Beschilderung
Um den Verkehrsteilnehmer darauf hinzuweisen, dass er in eine Sackgasse fährt bzw. geht, sehen das Straßenverkehrsgesetz bzw. die darin benannten Verordnungen der jeweiligen Staaten eine entsprechende Beschilderung vor. In vielen Staaten ist das entsprechende Verkehrsschild blau mit einem stilisierten weißen Weg, der – meist oben – am Ende durch einen roten Querbalken begrenzt ist. Falls die Wendemöglichkeit für bestimmte Fahrzeuge (in der Regel Lastkraftwagen) nicht möglich ist, kann dies zudem durch ein Zusatzzeichen angezeigt werden.

### Deutschland
In Deutschland wird in Anlage 3 zu § 42 Abs. 2 StVO bei den Richtzeichen unter Nr. 27 das Zeichen 357 „Sackgasse“ aufgeführt. Gemäß VwV-StVO sollte das Zeichen nur verwendet werden, wenn die Straße nicht ohne weiteres als Sackgasse erkennbar ist. Mit der Novellierung der Straßenverkehrs-Ordnung im Jahr 2009 wurde zusätzlich eine Beschilderung der durchlässigen Sackgasse für Fußgänger und Radfahrer (Zeichen 357-50) bzw. der durchlässigen Sackgasse für Fußgänger (Zeichen 357-51) oder Radfahrer (Zeichen 357-52) eingeführt.

### Österreich
Unter § 53 Hinweiszeichen der österreichischen Straßenverkehrsordnung wird bei Punkt 11 das Zeichen „Sackgasse“ aufgeführt. Es zeigt an, dass die Hindurchfahrt durch eine Straße nicht möglich ist.

### Schweiz und Liechtenstein
In der Schweiz und in Liechtenstein kennzeichnet das Signal „Sackgasse“ (4.09) eine Straße, die nicht durchgehend befahrbar ist (Schweiz: Art. 46 SSV). „Sofern am Ende der Strasse ein Weg für den Fuss- oder Radverkehr weiterführt, kann das Signal mit den entsprechenden Symbolen ergänzt werden (‚Sackgasse mit Ausnahmen‘; 4.09.1)“, heißt es in Abs. 3 weiter.

### Bildtafel
In nachfolgender Galerie finden sich die Straßenverkehrszeichen für Sackgassen in Deutschland, Österreich und der Schweiz:

Zeichen 357 Sackgasse (Deutschland)
Zeichen 357-50 Durchlässige Sackgasse für Fußgänger und Radfahrer (Deutschland)
Zeichen 357-51 Durchlässige Sackgasse für Fußgänger (Deutschland)
Hinweiszeichen 11 Sackgasse (Österreich)
Signal 4.09 Sackgasse (Schweiz/Liechtenstein)
Signal 4.09.1 Sackgasse mit Ausnahmen (Beispiel, Schweiz/Liechtenstein)

In zahlreichen Ländern existieren zusätzlich Verkehrsschilder, zur Ankündigung einer Sackgasse bei der nächsten Kreuzung.

Ankündigung einer Sackgasse schräg rechts (Italien)
Ankündigung einer Sackgasse links (Singapur)
Ankündigung einer Sackgasse rechts (Niederlande)
Vorankündigung einer Sackgasse im Anschluss an eine Kreuzung (Spanien)
Ankündigung einer für Radfahrer durchgängigen Sackgasse links (Norwegen)

### Schilder mit Text
In verschiedenen englischsprachigen Staaten werden Hinweisschilder mit Text verwendet. Die amerikanische Federal Highway Administration regelt dazu, dass das Schild „Dead End“ am Eingang zu einer einzelnen Sackgasse verwendet werden sollte, während das Schild „No Outlet“ den Eingang zu einer Straße oder einem Straßennetzwerk kennzeichnet, aus dem es keinen anderen Ausgang gibt. Für die Bezeichnung „No Exit“ gibt es keine bundeseinheitliche Regelung. In einzelnen Bundesstaaten gibt es auch abweichende Schilder.

„Dead End“ (Australien)
„No Exit“ (Neuseeland)
„Dead End“ (USA)
„No Outlet“ (USA)
„Loop Street“ / „Wendestraße“ (Pennsylvania)

### Auswahl Schilder anderer Staaten mit abweichenden Farben oder Formen
In Südafrika wird normalerweise das Piktogramm für Sackgasse auf grünem Untergrund verwendet. Für zeitlich begrenzte Sackgassen, zum Beispiel im Rahmen von Bauarbeiten, wird hingegen ein Schild mit gelbem Untergrund verwendet.

Sackgasse (Jamaika)
Sackgasse (Vereinigte Arabische Emirate)
Sackgasse (Kanada / Prince Edward Island)[10]
IN4 Sackgasse (Südafrika)
TIN4 zeitlich begrenzte Sackgasse (Südafrika)
Sackgasse (Irland)

### Besondere Beschilderungen

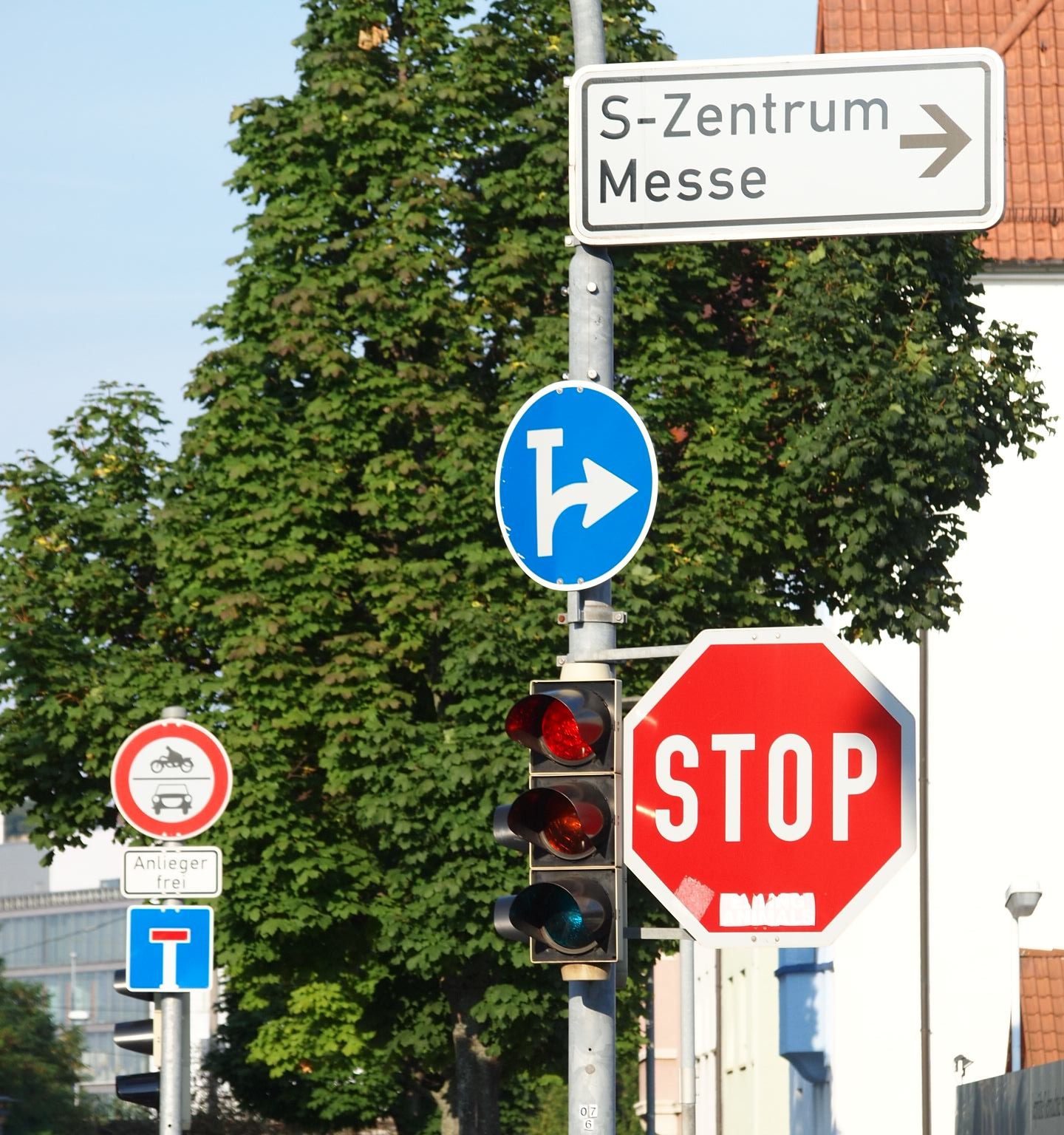
Ankündigung durch ein Spezialzeichen, Deutschland (dies ist kein amtliches Verkehrszeichen nach dem VzKat)
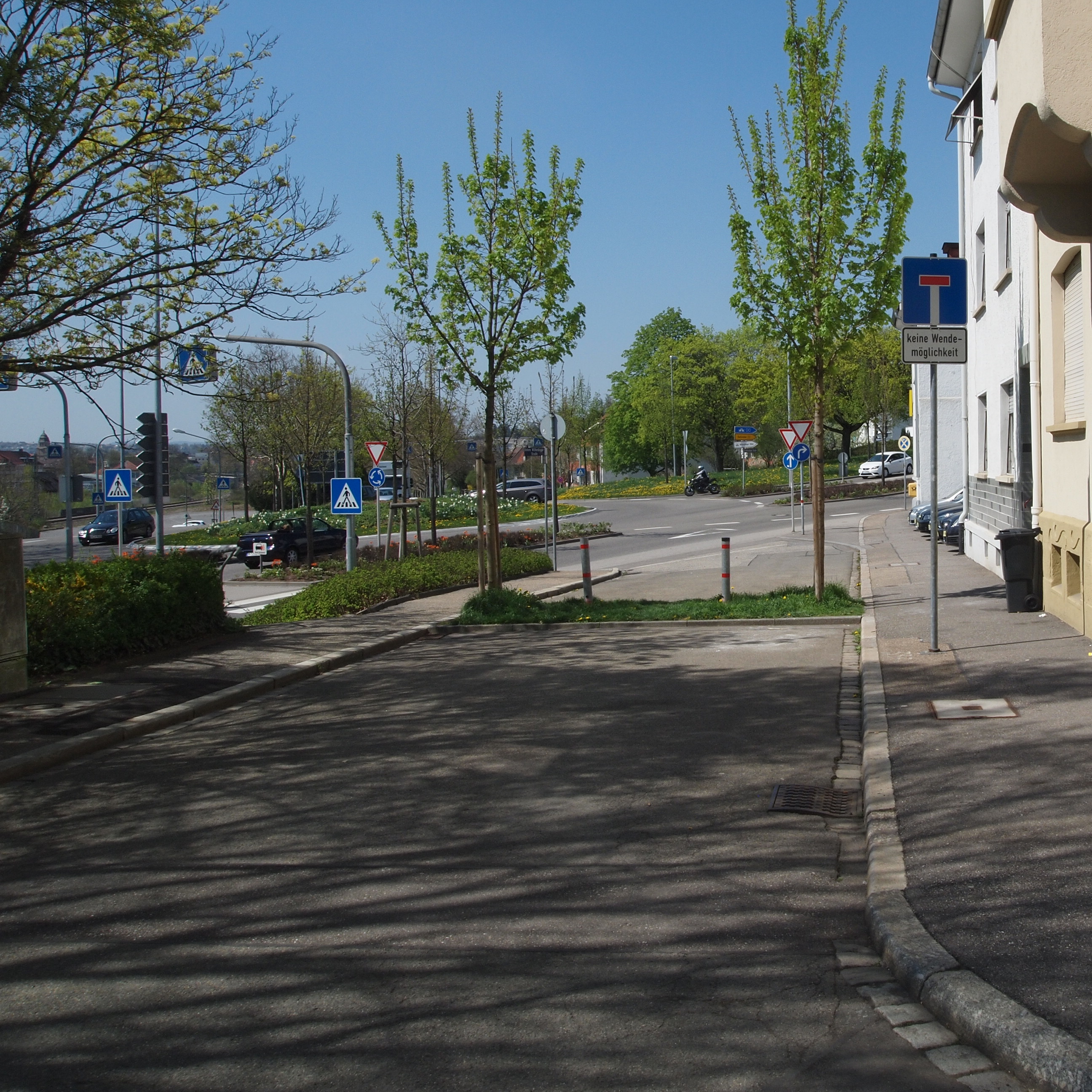
Diese Sackgasse ist erst an ihrem Ende markiert, Deutschland.
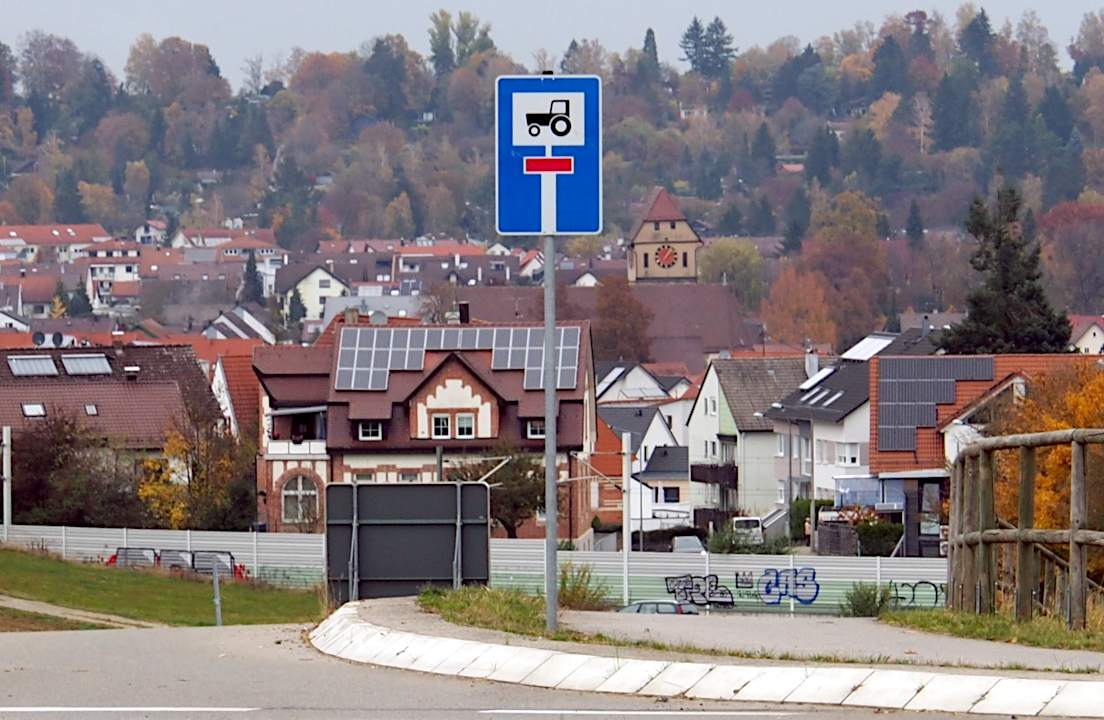
Sackgasse, durchlässig für Landwirtschaft, Deutschland
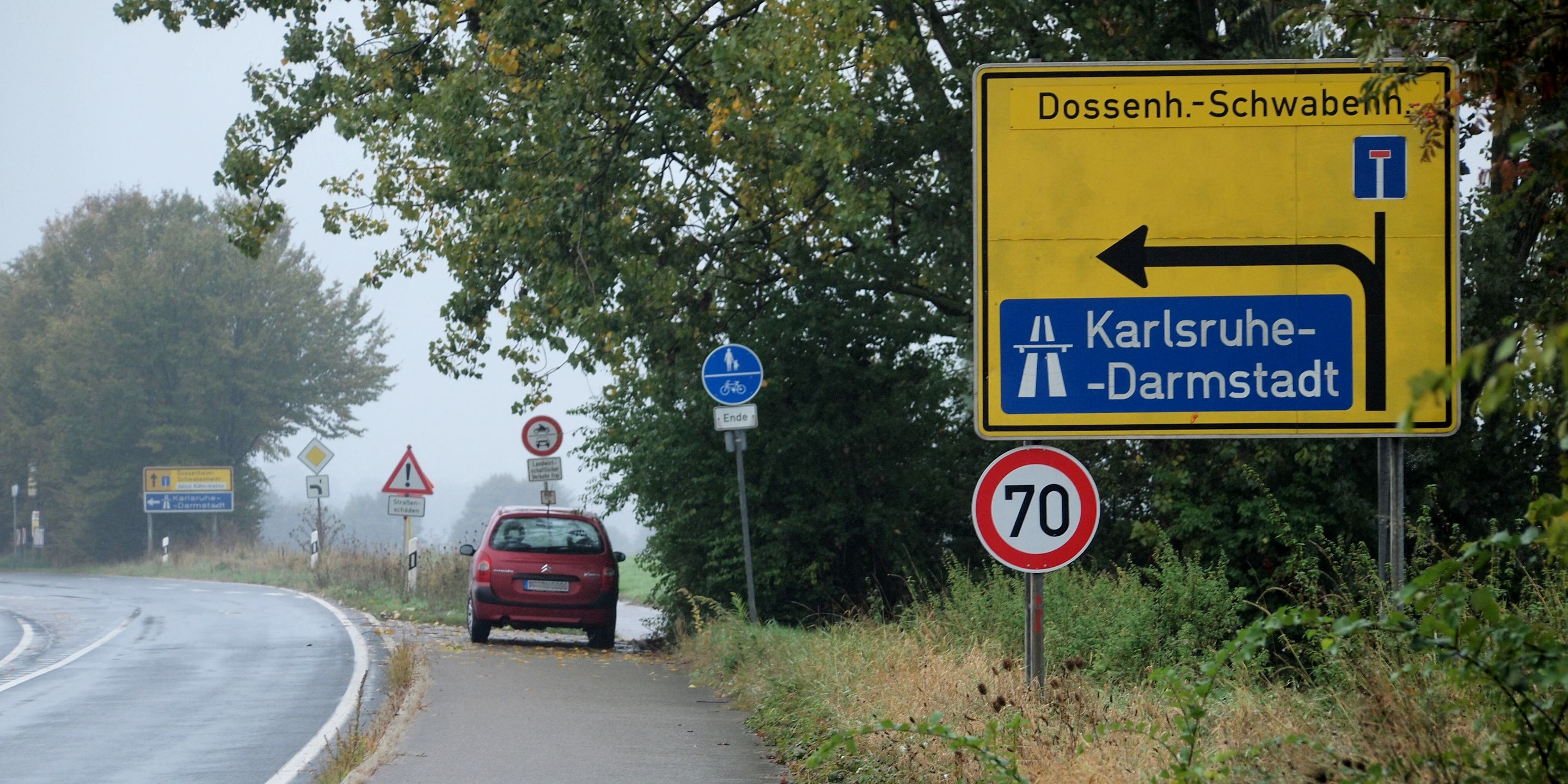
Ein ganzer Ort mit nur einer Zufahrt, Deutschland
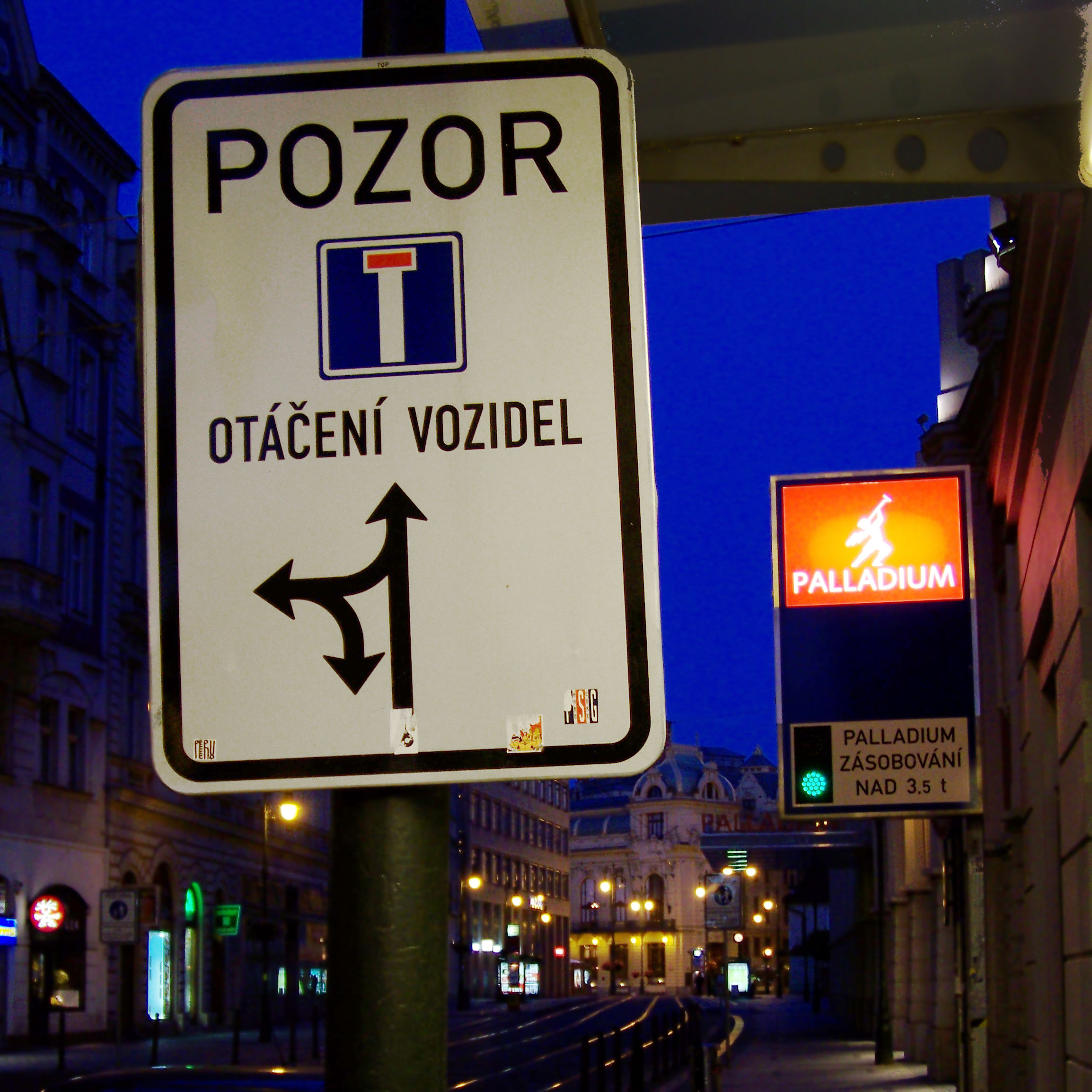
Verkehrszeichen zum Wendeplatz für Kfz an der Sackgasse (vor der Tram- und Fußgänger-Zone) in Prag
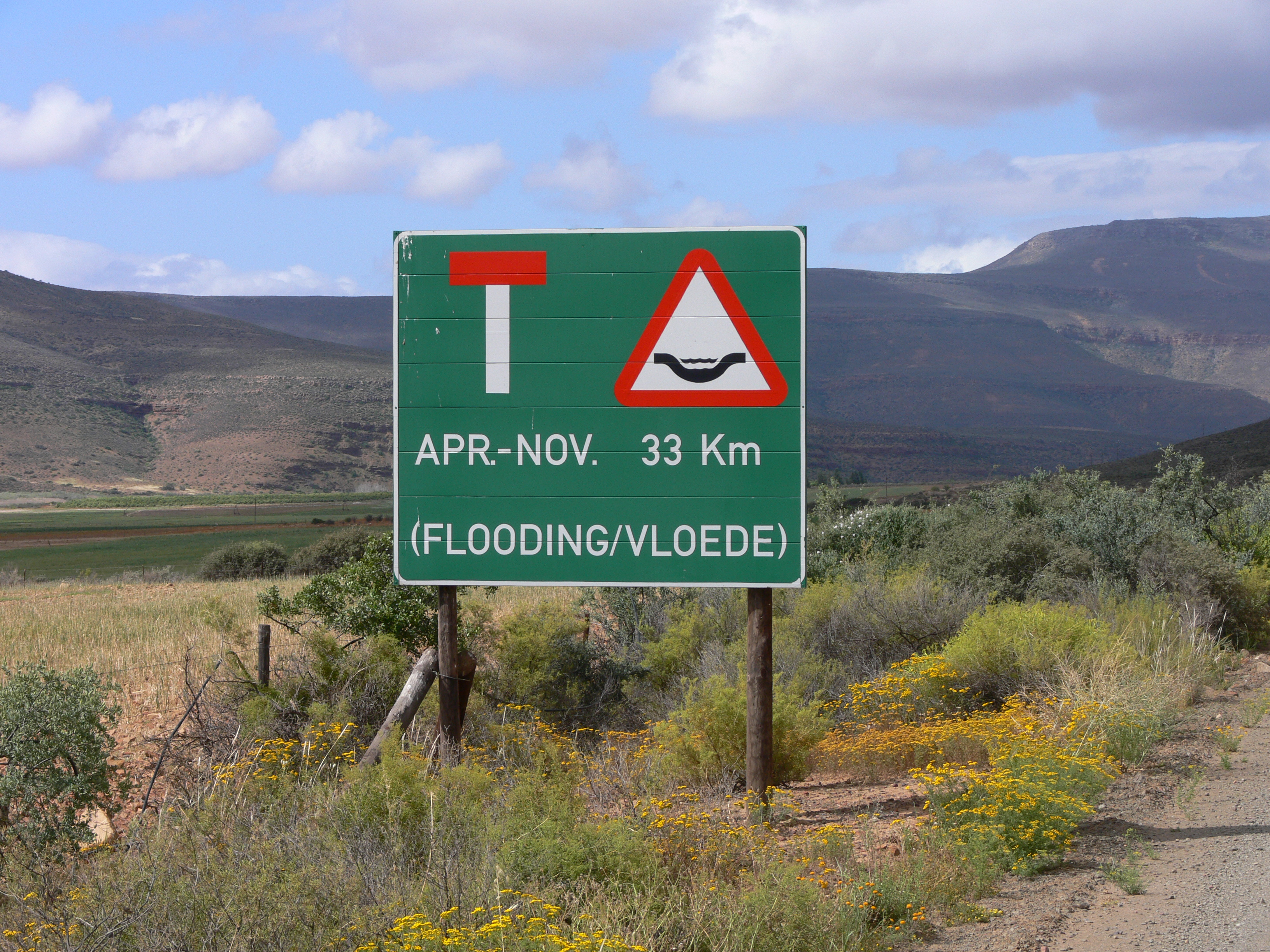
Jahreszeitliche Sackgasse durch ein Rivier in Südafrika

### Historische Schilder

Schweiz und Liechtenstein, bis 1979

## Sackgasse als Straßenname

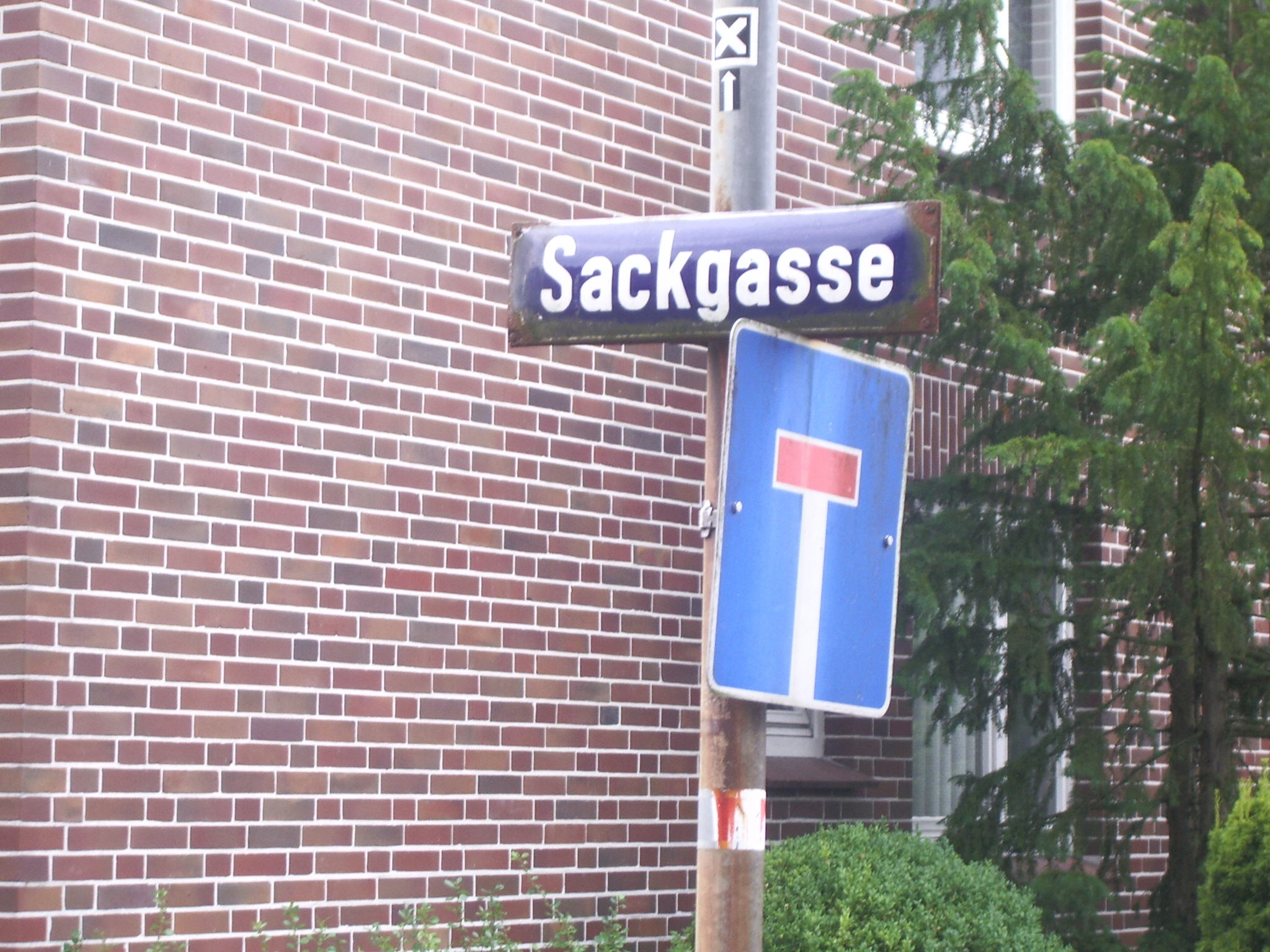
Eine der 253 Straßen mit dem Namen »Sackgasse« (hier: Wietzendorf).

In Deutschland gibt es in 253 Orten eine Straße, die den Namen »Sackgasse« trägt. Die meisten davon in der Postleitregion 55 (Region ungefähr Rheinhessen und Nahe). In Waiblingen gibt es mit der „Obere Sackgasse“, „Mittlere Sackgasse“ und „Untere Sackgasse“ gleich drei davon.